# Папа Симплиције
Папа Симплиције (лат. Simplicius; Тиволи - Рим, 11. март 483) је био 47. папа од 468. до 10. марта 483.